# Microtalis
Microtalis là một chi bướm đêm thuộc họ Crambidae.